# Ashfield-cum-Thorpe
Ashfield-cum-Thorpe, ook Ashfield cum Thorpe, is een civil parish in het bestuurlijke gebied Mid Suffolk, in het Engelse graafschap Suffolk. In 2001 telde het dorp 187 inwoners.